# 豊田市立小清水小学校
豊田市立小清水小学校（とよたしりつこしみずしょうがっこう）は、愛知県豊田市田町2-81にある公立小学校。

## 地理
豊田市西部の豊田市立逢妻中学校の校区にある小学校である。学区の北から南に逢妻川が流れている。「小清水」という校名は学校があった場所に清水が湧き出たことから付けられた。2007年度の児童数は861人。

## 沿革
- 1873年（明治6年） - 第72番小学宮口学校が創立。[1]
- 1875年（明治8年） - 第137番小学本地学校が創立。[1]
- 1909年（明治42年） - 宮口学校と本地学校を統合して挙母第三尋常小学校が開校。[1]
- 1918年（大正7年） - 挙母第三農業補習学校と改称。
- 1940年（昭和15年） - 挙母第三高等小学校と改称。
- 1945年（昭和20年） - 疎開児童を受け入れたことで児童数が一時的に2倍となる。[1]
- 1947年（昭和22年） - 西加茂郡挙母町立第三小学校と改称。
- 1948年（昭和23年） - 挙母町立西小学校と改称。
- 1951年（昭和26年）3月1日 - 挙母町が市制施行して挙母市となったことで挙母市立西小学校と改称。
- 1959年（昭和34年）1月1日 - 挙母市が豊田市に改称したことで豊田市立小清水小学校と改称。

## アクセス
- 名鉄三河線 豊田市駅から名鉄バス「赤池駅」行きで「宮上町」下車、徒歩約15分。